# Tiscon
Die Tiscon AG ist ein ehemaliger IT-Distributor mit Sitz in Linden. Das Unternehmen ist eine Tochtergesellschaft der GreenGold AG und ist am Geregelten Markt (General Standard) notiert. 2006 wurde (unter Einbeziehung der neu erworbenen Unternehmen) ein Konzernumsatz von 330 Mio. Euro erzielt.
Mit dem Einstieg des neuen Investoren GreenGold bei der tiscon AG, welcher die Anteile des vorigen Hauptgesellschafters Arques Industries erworben hat, wurde ein Vorstandswechsel vorgenommen. Am 20. Juli 2009 lösten Hans Halbach und Jochen Strack die bisherigen Vorstände, Michael Krings und Leonard Reznicek, ab.
Am 31. Juli 2009 hat Tiscon beim zuständigen Amtsgericht in Gießen einen Insolvenzantrag gestellt.

## Wesentliche Beteiligungen
Die tiscon AG Infosystems aus Ulm hat am 20. Dezember 2006 die COS Distribution AG, die Avitos GmbH und die Topedo GmbH von der Schweizer COS Computer Systems AG erworben und die operative Leitung dieser Gesellschaften übernommen. Die Übernahmen wurden beim Bundeskartellamt zur Zusammenschlusskontrolle angemeldet. 

### COS Distribution GmbH

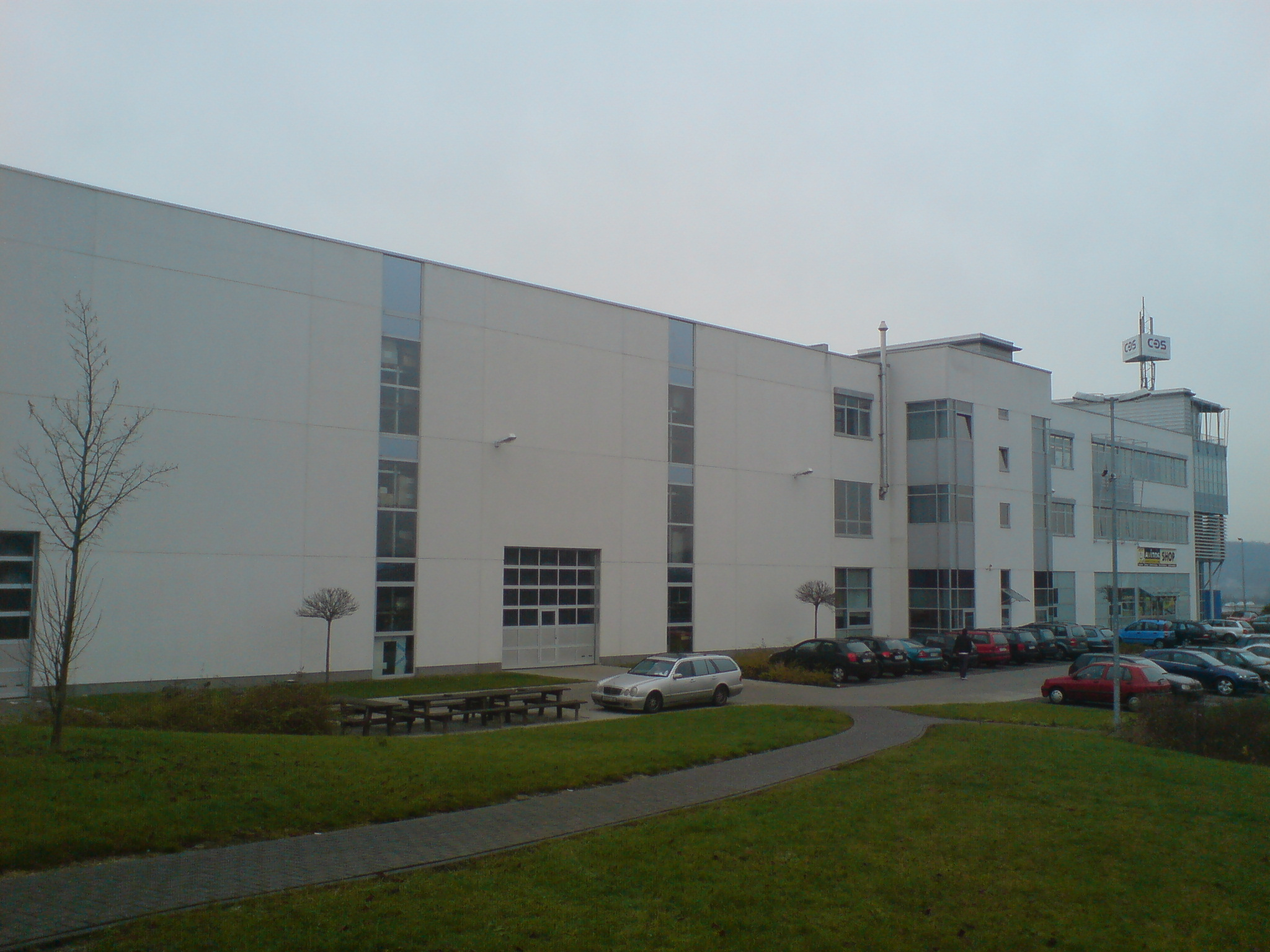
Hauptgebäude der COS Distribution GmbH

Das Unternehmen wurde 1989 als P&T Computer GmbH gegründet und 2001 zur COS Distribution AG umfirmiert. Im Zuge der Übernahme 2007 wurde die Rechtsform der COS Distributions AG zur GmbH geändert. Das Unternehmen hat 252 Mitarbeiter, Hauptsitz ist in Linden (Hessen). 1999 wurde die Topedo GmbH als ein Tochterunternehmen der COS Distribution AG gegründet. Im Hauptgebäude der COS Distribution GmbH ist neben Topedo auch Avitos untergebracht.
Die COS Distribution GmbH hat am 28. Juli 2009 und damit bereits drei Tage vor dem der Tiscon AG beim zuständigen Amtsgericht in Gießen einen Insolvenzantrag gestellt. Zudem stellte auch die Topedo GmbH am 9. August 2009 einen Insolvenzantrag.
Im September 2009 erfolgte die Übernahme durch die Devil GmbH in Braunschweig, in diesem Zuge wurde die Logistik und Produktmanagement in der Braunschweiger Holding zentralisiert.
Im Juni 2011 bezog die COS die neuen Geschäftsräume auf dem ehemaligen VOKO-Gelände in Pohlheim Garbenteich Am Pfahlgraben 4–10. 
Im Juni 2013 wurde das Unternehmen schließlich von dem Aachener Distributor api GmbH als Vertriebsgesellschaft aufgekauft und führt seitdem die Geschäfte mit breiterem Portfolio unter der Firmierung COS Computer GmbH fort.

### Avitos GmbH
Die heutige Avitos GmbH wurde im September 1998 unter dem Namen IT Media AG mit Firmensitz in Gießen gegründet. Nach der Umbenennung zur Avitos AG im Jahre 2000 und mit dem Umzug nach Linden und der sich im Jahr 2001 anschließenden Fusion mit der Kölner PrimusOnline-Gruppe zur PrimusAvitos AG, arbeiten mittlerweile ca. 30 Mitarbeiter im Unternehmen des deutschen Versandhändlers. Das Unternehmen betreibt unter der Marke Avitos.com ein Versandhandelsgeschäft, dessen Online-Katalog mehr als 30.000 Einzelprodukte aus dem Bereich Hardware und Software für Computer, Telekommunikationstechnik sowie Unterhaltungselektronik umfasst. Der Versandhandel beliefert mehr als 600.000 Kunden aus Mittelstand und öffentlichen Einrichtungen. 
Auch die Avitos GmbH und die von dem Unternehmen betreute E-Logistics GmbH haben wie die COS Distribution GmbH am 28. Juli 2009 einen Insolvenzantrag gestellt. Der COS-Distribution-Gründer Ralf Paul übernahm zum 1. Oktober Avitos. Mittlerweile gehört das Unternehmen allerdings zur ebenfalls in Linden ansässigen Alternate Computerversand GmbH, es wurden zwischenzeitlich die alten Geschäftsräume der COS Distribution AG in der Theodor-Heuss-Straße bezogen, mittlerweile ist die Avitos GmbH allerdings in Dresden ansässig, Lagerung und Versand erfolgt vom Alternate-Lager in Linden.

### Chikara GmbH
Der IT-Distributor Chikara Handels GmbH mit Sitz in Tiefenbach (bei Passau) wurde im Februar 2007 übernommen. Mit 20 Mitarbeitern wurde 2006 ein Umsatz von 30 Mio. Euro erwirtschaftet.
Die Chikara GmbH hat im August 2009 ebenfalls Insolvenzantrag gestellt.